# Kim Yeon-koung
Kim Yeon-Koung (coreano: 김연경; Hanja: 金 軟 景; RR: Kim Yeon-gyeong, pronunciación coreana: [kim.jʌngjʌŋ]; Ansan, 26 de febrero de 1988) es una jugadora de voleibol profesional de Corea del Sur y miembro de La Comisión de Atletas de la FIVB. Su posición es punta receptora y fue capitana de la Selección femenina de voleibol de Corea del Sur hasta 2021. 
Kim firmó un contrato de tres años con Fenerbahçe en 2011 después de jugar para Heungkuk Life en Corea del Sur durante cuatro temporadas y JT Marvelous en Japón durante dos temporadas. Firmó otra extensión de dos años con Fenerbahçe y la extendió para otra temporada en 2016. Pasó la temporada 2017-18 en la liga de voleibol chino jugando para el club de voleibol Shanghai Guohua Life y regresó a Turquía para el año siguiente firmar un contrato con Eczacıbaşı VitrA. En 2020, al final de la temporada 2019-20, se hizo pública la noticia de que Yeon-koung volvería a la KOVO V-League, volviendo a jugar con Incheon Heungkuk Life Insurance Pink Spiders, equipo con el que jugó durante cuatro temporadas en los años 2005 a 2009.
Kim fue la jugadora más valiosa y la mejor anotadora de los Juegos Olímpicos de Londres 2012, a pesar de que Corea del Sur terminó en cuarto lugar. Ella tiene los récords de los Juegos Olímpicos con el puntaje más alto de 207 puntos en ocho juegos, superando el récord de Ekaterina Gamova de 204 puntos en Atenas 2004.
Actualmente es considerada como una de las mejores y más ricas jugadoras de voleibol del mundo.
Durante los Juegos Olímpicos de Tokio 2020 fue la abanderada junto con el nadador Hwang Sun-woo.
Después de 16 años representando a Corea del Sur a nivel internacional, a sus 33 años, y después de los Juegos Olímpicos de Tokio 2020, Yeon-koung se retiró del equipo nacional.
En 2023 apareció como una jugadora novata en la película One Win, que trata sobre un equipo de voleibol que trata de salvar de la desaparición su nuevo entrenador, interpretado por Song Kang-ho. Otras jugadoras en activo o retiradas también tomaron parte en la película.

## Carrera profesional

### Antes de su debut profesional (–2005)
Kim Yeon-koung nació en Ansan y comenzó a jugar voleibol en cuarto grado, inicialmente inspirada por su hermana mayor que era jugadora de voleibol. En la escuela secundaria, debido a que medía menos de 170 cm (5'7 "), consideró dejar el voleibol y convertirse en jugadora de fútbol. Afortunadamente, durante sus tres años en Hanil Women's High School, creció más de 20 cm y cambió su posición a un atacante externo desde su posición inicial de armadora y líbero.
Ella recibió la atención de los medios de comunicación coreanos debido a su excelente condición física y desempeño en el escenario de la escuela secundaria. Como resultado, fue seleccionada en el equipo nacional en 2005. Hizo su debut internacional en la Copa Mundial de Grandes Campeones, donde se clasificó como la tercera mejor anotadora. Posteriormente, fue seleccionada como primera opción en la primera ronda del draft de la V-League por Cheonan Heungkuk Life, donde comenzó su carrera profesional de voleibol.

### Liga V Coreana (2005–2009)
Durante la temporada 2005-06, ella contribuyó a Heungkuk Life convirtiéndose en los campeones de la Liga Coreana. Recibió todos los premios disponibles, incluidos el 'New Face Award', 'Regular Season MVP', 'Finals MVP', 'Best Scorer', 'Best Spiker' y 'Best Server'. Sin embargo, se vio obligada a recibir cirugía en la rodilla derecha después. Incluso antes de recuperarse por completo de la cirugía, participó en el Campeonato Mundial y Juegos Asiáticos. A mitad de la competencia, sufría de dolor de pies grave, como consecuencia de la cirugía.
Nuevamente se convirtió en la campeona de la temporada 2006-07.  Heungkuk Life logró la hazaña de ser el 1.er lugar en la temporada regular y ganar la final por dos años seguidos. Fue seleccionada como MVP tanto para la temporada regular como para la ronda final, y también fue nombrada mejor atacante. Inmediatamente después, recibió nuevamente  cirugía de cartílago articular. Después de unos meses de recuperación, participó en la  Copa del Mundo y jugó a tiempo completo.
Mientras ella contribuyó a que su equipo terminara el 1.er lugar en temporada regular 2007-08, recibiendo así el MVP, su equipo fue derrotado por  GS Caltex en la final. Terminó la temporada con la tasa de éxito más alta hasta ahora de 47.59%, convirtiéndose en la mejor atacante de la liga durante tres temporadas consecutivas. Recibió otra cirugía de rodilla poco después, obligándola a perderse el Calificación Olímpica para el Beijing Juegos Olímpicos. Corea del Sur no clasifcó como resultado.
En la temporada 2008-09, se convirtió en la primera jugadora de la Corea del Sur con el récord de anotación 2000 puntos y 2000 puntos de ataque. A pesar de su desempeño innovador,  Heungkuk Life tuvo una temporada difícil con el reemplazo del entrenador en jefe Hyeon-Ju Hwang, terminando tercero. Sin embargo, el equipo tuvo juegos exitosos en la postemporada y ganó la final contra GS Caltex. El desempeño sobresaliente de Kim la llevó a reclamar su tercer título de MVP. Luego contrató para jugar en el extranjero en la Liga Japonesa, convirtiéndose en la primera jugadora de voleibol profesional de Corea del Sur en jugar fuera de Corea.

### Liga V.Premier japonesa (2009–2011)
Kim firmó un contrato de 1 + 1 año con JT Marvelous. Logró un récord milagroso en  2009–10 temporada regular con una racha ganadora de 25 juegos, que es la segunda récord más alto después de la racha de 31 victorias consecutivas de NEC Red Rockets en 2001. Kim fue la mejor anotadora de la temporada regular con 696 puntos, lo que llevó a JT a terminar en primer lugar en la temporada regular. En los playoffs, el equipo perdió contra Toray Arrows. Kim fue votada para el 'Fighting Spirit Award' y 'Best 6'.
Durante la temporada baja, Kim participó en la Copa KOVO en agosto, ya que todavía estaba registrada en Heungkuk Life, y llevó al equipo a la victoria como MVP. En septiembre, jugó para la Copa Asiática 2010 y se convirtió en la mejor anotadora y mejor atacante. Luego jugó para el Campeonato Mundial 2010 donde el equipo terminó 13º y Juegos Asiáticos 2010, ganando una medalla de plata.
Nuevamente llevó a su equipo a convertirse en el primer lugar de  2010–11 temporada regular. Debido al Terremoto de 2011 de Tōhoku, V.Premier League terminó antes. JT Marvelous asumió el título de campeón como resultado y Kim fue nombrada MVP y 'Best 6'. JT Marvelous también se convirtió en el campeón del Kurowashiki Tournament, y Kim fue nuevamente votada como 'Best 6'.

En el Gran Premio Mundial de 2014, Kim encabezó el mejor récord de puntuación del torneo al anotar 42 puntos en el juego contra Rusia, donde Corea del Sur ganó 3-1. Durante este torneo, Giovanni Guidetti aclamó a Kim como la mejor del mundo.
"Creo que Kim Yeon-Koung es el mejor jugador del mundo. No he visto a nadie como ella en los últimos 30 años"
En 2016, Kim fue seleccionada como miembro de la Comisión de Atletas de la FIVB, que es un grupo que funciona como un "vínculo entre los jugadores de voleibol y la FIVB". Según la FIVB, Kim, siendo un "MVP en el Juego Olímpico de Londres 2012, es el favorito de los fanáticos en todo el mundo", confirmó así la organización como miembro de la Comisión de Atletas.

Durante el Torneo Olímpico Mundial de Clasificación 2016, Kim mostró un desempeño sobresaliente contra Holanda, ayudando a Corea a ganar 3-0. El entrenador holandés Giovanni Guidetti quedó asombrado, al igual que hace dos años.
"Kim Yeon-Koung es algo especial. Nunca había visto algo así en mis 20 años en el voleibol. Todos sabemos que ella es especial, pero eso fue realmente algo"
Kim fue seleccionado como el mejor atacante externo del torneo. En el Torneo Olímpico real dos meses después, el equipo terminó en quinto lugar después de perder ante Holanda en las semifinales. Contrariamente a sus planes originales de dejar el Equipo Nacional después de Río, dijo en una entrevista que estaba dispuesta a continuar hasta Tokio 2020.

### Superliga china (2017–2018)
Kim terminó su contrato con Fenerbahçe, donde había pasado las últimas seis temporadas, y se mudó a Shanghái. Ella llevó a Shanghái al primer lugar para la temporada regular 2017-18, una hazaña lograda en 17 años para el equipo. Después de terminar en segundo lugar en la final, recibió el Premio al Mejor Jugador Extranjero.

### Eczacıbaşı(2018–20)
Después de un año en la Liga China, regresó a Turquía e hizo un contrato de dos años con Eczacıbaşı. El equipo ganó la Copa de Turquía en 7 años, así como la Supercopa. Para la temporada 2019-20, se convirtió en la nueva capitana de Eczacıbaşı, ocupando el lugar de Jordan Larson.
Al final de la temporada 2019-20, terminó su contrato con el club turco debido a la emergencia por la pandemia de enfermedad por coronavirus.

### Regreso a la Liga V Coreana (2020-2021)
Se rumoreaba que Kim volvería a la Superliga China, pero eligió quedarse en su país por su propia seguridad, sin importar que su salario sería más bajo. En junio de 2020, KOVO anunció que Yeon-koung había firmado un contrato con su pasado club profesional Incheon Heungkuk Life Insurance Pink Spiders, dicho contrato será de 1 (un) año, por el valor de 350 millones de wones surcoreanos (USD289,495). Jugará junto a sus compañeras del equipo nacional, Lee Jae-yeong, Lee Da-yeong, y Lee Ju-ah.

### Regreso a la Superliga China (2021-)
Después de cuatro años, Yeon-koung regresa a China, donde competirá en su antiguo club, Shanghai Bright Ubest.

## Vida personal

### Academia de deportes juveniles
Se dedica al desarrollo deportivo juvenil y dirige una academia deportiva y múltiples actividades de caridad bajo su nombre. Ella dijo que la razón era porque "quería devolver toda la bondad que el voleibol me ha dado. Con el tiempo, me di cuenta de la importancia de los deportes juveniles, ya que los niños que participan en actividades deportivas se convierten en individuos más sociables y saludables".

## Perfil del jugador
Se considera que Kim es el mejor jugador de Corea desde que jugó para el Equipo Nacional desde 2005, encabezando el marcador y las estadísticas de ataque en casi todos los juegos. Es una táctica conocida entre los entrenadores centrarse solo en detener a Kim cuando juega contra Corea, ya que es su principal y casi único anotador.

## Estadísticas

### Temporadas por club

#### Liga (Temporada regular y finales)
| Equipo        | Temporada | Liga             | Jugados | Jugados | Puntos | Puntos   | Servicio/Saque | Servicio/Saque | Recepción | Recepción | Recepción | Recepción | Recepción | Recepción | Ataques | Ataques | Ataques | Ataques | Ataques | Ataques | Bloqueos | Bloqueos |
| Equipo        | Temporada | Liga             | M       | S       | Tot    | porr set | Ace/As         | por set        | Tot       | Err       | Exc       | Pos%      | Exc%      | Eff       | Total   | Errores | Bloq    | Exc     | Exc%    | Ef      | Pts      | por set  |
| ------------- | --------- | ---------------- | ------- | ------- | ------ | -------- | -------------- | -------------- | --------- | --------- | --------- | --------- | --------- | --------- | ------- | ------- | ------- | ------- | ------- | ------- | -------- | -------- |
| Heungkuk Life | 2005–06   | Korean V-League  | 33      | 128     | 910    | 7.11     | 48             | 0.38           | 559       | 16        | 360       | –         | 64.4%     | 0.62      | 1627    | 142     | 58      | 646     | 39.7%   | 0.27    | 40       | 0.31     |
| Heungkuk Life | 2006–07   | Korean V-League  | 27      | 106     | 679    | 6.41     | 34             | 0.32           | 571       | 16        | 332       | –         | 58.1%     | 0.55      | 1183    | 75      | 44      | 532     | 45.0%   | 0.35    | 43       | 0.41     |
| Heungkuk Life | 2007–08   | Korean V-League  | 32      | 119     | 751    | 6.31     | 26             | 0.22           | 693       | 18        | 425       | –         | 61.3%     | 0.59      | 1329    | 103     | 48      | 621     | 46.7%   | 0.35    | 37       | 0.31     |
| Heungkuk Life | 2008–09   | Korean V-League  | 34      | 142     | 826    | 5.82     | 53             | 0.37           | 868       | 13        | 522       | –         | 60.1%     | 0.59      | 1469    | 101     | 54      | 703     | 47.9%   | 0.37    | 70       | 0.49     |
| JT Marvelous  | 2009–10   | V.Premier League | 32      | 116     | 805    | 6.94     | 20             | 0.17           | 731       | –         | 435       | –         | 59.5%     | –         | 1553    | 104     | –       | 732     | 47.1%   | –       | 53       | 0.46     |
| JT Marvelous  | 2010–11   | V.Premier League | 22      | 77      | 471    | 6.12     | 17             | 0.22           | 437       | –         | 314       | –         | 71.9%     | –         | 849     | 75      | –       | 425     | 50.1%   | –       | 29       | 0.38     |
| Fenerbahçe    | 2013–14   | Turkish League   | 27      | 93      | 474    | 5.10     | 48             | 0.52           | 501       | 42        | 180       | 59.3%     | 35.9%     | 0.28      | 846     | 69      | 31      | 394     | 46.6%   | 0.35    | 32       | 0.34     |
| Fenerbahçe    | 2014–15   | Turkish League   | 23      | 77      | 435    | 5.65     | 60             | 0.78           | 399       | 46        | 124       | 50.6%     | 31.1%     | 0.20      | 744     | 62      | 25      | 336     | 45.2%   | 0.33    | 39       | 0.51     |
| Fenerbahçe    | 2015–16   | Turkish League   | 19      | 71      | 329    | 4.63     | 16             | 0.23           | 410       | 23        | 131       | 53.9%     | 32.0%     | 0.26      | 662     | 24      | 30      | 289     | 43.7%   | 0.30    | 24       | 0.34     |
| Fenerbahçe    | 2016–17   | Turkish League   | 23      | 81      | 367    | 4.53     | 31             | 0.38           | 421       | 45        | 98        | 51.1%     | 23.3%     | 0.13      | 676     | 54      | 22      | 308     | 45.6%   | 0.34    | 28       | 0.35     |
| Shanghai      | 2017–18   | Chinese League   | 28      | 108     | 573    | 5.31     | 44             | 0.40           | 450       | 11        | 382       | –         | 84.9%     | 0.82      | 954     | 117     | –       | 487     | 51.0%   | –       | 42       | 0.39     |
| Eczacıbaşı    | 2018–19   | Turkish League   | 26      | 83      | 305    | 3.67     | 15             | 0.18           | 452       | 25        | 121       | 53.5%     | 26.8%     | 0.21      | 642     | 41      | 35      | 266     | 41.4%   | 0.30    | 24       | 0.29     |
| Eczacıbaşı    | 2019–20   | Turkish League   | 7       | 25      | 99     | 3.96     | 9              | 0.36           | 106       | 5         | 21        | 48.1%     | 19.8%     | 0.09      | 184     | 13      | 10      | 81      | 44.0%   | 0.32    | 9        | 0.36     |

#### Copas domésticas y competencias  regionales
| Equipo        | Temporada | Liga                    | Jugados | Jugados | Puntos | Puntos  | Servicio/Saque | Servicio/Saque | Recepción | Recepción | Recepción | Recepción | Recepción | Ataques | Ataques | Ataques | Ataques | Ataques | Ataques | Bloqueos | Bloqueos |
| Equipo        | Temporada | Liga                    | M       | S       | Tot    | por set | Ace            | por set        | Tot       | Err       | Exc       | Pos%      | Exc%      | Tot     | Err     | Blq     | Exc     | Exc%    | Eff     | Pts      | por set  |
| ------------- | --------- | ----------------------- | ------- | ------- | ------ | ------- | -------------- | -------------- | --------- | --------- | --------- | --------- | --------- | ------- | ------- | ------- | ------- | ------- | ------- | -------- | -------- |
| Heungkuk Life | 2009–10   | KOVO Cup                | 3       | 11      | 78     | 7.09    | 8              | 0.73           | 42        | 1         | 23        | –         | 54.8%     | 120     | 10      | 4       | 61      | 50.8%   | 0.39    | 9        | 0.82     |
| JT Marvelous  | 2010-11   | Kurowashiki Tournament  | 3       | 11      | 80     | 7.27    | 2              | 0.18           | 62        | -         | 50        | -         | 80.6%     | 144     | 12      | -       | 71      | 49.3%   | 0.41    | 7        | 0.64     |
| Fenerbahçe    | 2011–12   | Turkish Super Cup       |         |         |        |         |                |                |           |           |           |           |           |         |         |         |         |         |         |          |          |
| Fenerbahçe    | 2011–12   | Champions League        | 12      | 40      | 228    | 5.70    | 18             | 0.45           | 85        | 13        | 34        | 64.8%     | 40.0%     | 409     | 43      | 15      | 193     | 47.2%   | 0.33    | 17       | 0.42     |
| Fenerbahçe    | 2011–12   | Total temporada         |         |         |        |         |                |                |           |           |           |           |           |         |         |         |         |         |         |          |          |
| Fenerbahçe    | 2012–13   | Turkish Cup             |         |         |        |         |                |                |           |           |           |           |           |         |         |         |         |         |         |          |          |
| Fenerbahçe    | 2012–13   | CEV Cup                 | 8       | 30      | 182    | 6.07    | 14             | 0.47           | 125       | 9         | 54        | 62.4%     | 43.2%     | 325     | 32      | 13      | 152     | 46.8%   | 0.33    | 16       | 0.53     |
| Fenerbahçe    | 2012–13   | Total temporada         |         |         |        |         |                |                |           |           |           |           |           |         |         |         |         |         |         |          |          |
| Fenerbahçe    | 2013–14   | Turkish Cup             | 5       | 17      | 97     | 5.71    | 12             | 0.71           | 102       | 7         | 36        | 51%       | 35.3%     | 173     | 13      | 6       | 80      | 46.2%   | 0.35    | 5        | 0.29     |
| Fenerbahçe    | 2013–14   | CEV Cup                 | 8       | 25      | 134    | 5.36    | 21             | 0.84           | 121       | 13        | 37        | 45.5%     | 30.6%     | 195     | 11      | 9       | 99      | 50.8%   | 0.41    | 14       | 0.56     |
| Fenerbahçe    | 2013–14   | Total temporada         | 13      | 42      | 231    | 5.50    | 33             | 0.79           | 223       | 20        | 73        | -         | 32.7%     | 368     | 24      | 15      | 179     | 48.6%   | 0.38    | 19       | 0.45     |
| Fenerbahçe    | 2014–15   | Turkish Super Cup       | 1       | 3       | 11     | 3.67    | 0              | 0.00           | 13        | 1         | 4         | 30.8%     | 30.8%     | 32      | 4       | 6       | 10      | 31.2%   | 0.00    | 1        | 0.33     |
| Fenerbahçe    | 2014–15   | Turkish Cup             | 2       | 8       | 56     | 7.00    | 4              | 0.50           | 38        | 2         | 11        | 45%       | 28.9%     | 97      | 9       | 4       | 45      | 46.4%   | 0.33    | 7        | 0.87     |
| Fenerbahçe    | 2014–15   | Champions League        | 8       | 30      | 177    | 5.90    | 30             | 1.00           | 144       | 14        | 40        | 55.6%     | 27.8%     | 315     | 24      | 16      | 143     | 45.4%   | 0.33    | 4        | 0.13     |
| Fenerbahçe    | 2014–15   | Total temporada         | 11      | 41      | 244    | 5.95    | 34             | 0.83           | 195       | 17        | 55        | -         | 28.2%     | 444     | 37      | 26      | 198     | 44.6%   | 0.30    | 12       | 0.29     |
| Fenerbahçe    | 2015–16   | Turkish Super Cup       | 1       | 5       | 31     | 6.20    | 0              | 0.00           | 11        | 0         | 2         | 36%       | 18.2%     | 55      | 5       | 3       | 26      | 47.3%   | 0.33    | 5        | 1.00     |
| Fenerbahçe    | 2015–16   | Champions League        | 12      | 43      | 229    | 5.33    | 20             | 0.47           | 265       | 11        | 86        | 57.3%     | 32.5%     | 424     | 31      | 8       | 193     | 45.5%   | 0.36    | 16       | 0.37     |
| Fenerbahçe    | 2015–16   | Total temporada         | 13      | 48      | 260    | 5.42    | 20             | 0.42           | 276       | 11        | 88        | -         | 31.9%     | 479     | 36      | 11      | 219     | 45.7%   | 0.36    | 21       | 0.44     |
| Fenerbahçe    | 2016–17   | Turkish Cup             | 3       | 10      | 46     | 4.60    | 7              | 0.70           | 43        | 3         | 16        | 58.1%     | 37.2%     | 80      | 8       | 5       | 37      | 46.2%   | 0.30    | 2        | 0.20     |
| Fenerbahçe    | 2016–17   | Champions League        | 6       | 21      | 103    | 4.90    | 12             | 0.57           | 96        | 15        | 21        | 57.3%     | 21.9%     | 191     | 13      | 9       | 83      | 43.5%   | 0.32    | 8        | 0.38     |
| Fenerbahçe    | 2016–17   | Total temporada         | 9       | 31      | 149    | 4.81    | 19             | 0.61           | 139       | 18        | 37        | -         | 26.6%     | 271     | 21      | 14      | 120     | 44.3%   | 0.31    | 10       | 0.32     |
| Eczacıbaşı    | 2018–19   | Turkish Super Cup       | 1       | 4       | 10     | 2.50    | 0              | 0.00           | 20        | 3         | 11        | 60.0%     | 55.0%     | 26      | 4       | 4       | 9       | 34.6%   | 0.04    | 1        | 0.25     |
| Eczacıbaşı    | 2018–19   | Turkish Cup             | 3       | 6       | 26     | 4.33    | 4              | 0.67           | 37        | 6         | 6         | 40.5%     | 16.2%     | 40      | 2       | 2       | 21      | 52.5%   | 0.42    | 1        | 0.17     |
| Eczacıbaşı    | 2018–19   | Club World Championship | 5       | 17      | 66     | 3.88    | 3              | 0.18           | 122       | 4         | 19        | -         | 15.6%     | 128     | 9       | -       | 56      | 43.8%   | 0.37    | 7        | 0.41     |
| Eczacıbaşı    | 2018–19   | Champions League        | 8       | 27      | 119    | 4.41    | 12             | 0.44           | 158       | 6         | 46        | 54.4%     | 29.1%     | 207     | 14      | 10      | 97      | 46.9%   | 0.35    | 10       | 0.37     |
| Eczacıbaşı    | 2018–19   | Total temporada         | 17      | 54      | 221    | 4.09    | 19             | 0.35           | 337       | 19        | 82        | -         | 24.3%     | 401     | 29      | -       | 183     | 45.6%   | 0.34    | 19       | 0.35     |
| Eczacıbaşı    | 2019–20   | Turkish Super Cup       | 1       | 5       | 16     | 3.20    | 1              | 0.20           | 27        | 1         | 9         | 44.4%     | 33.3%     | 31      | 1       | 3       | 11      | 35.5%   | 0.23    | 4        | 0.80     |
| Eczacıbaşı    | 2019–20   | Club World Championship | 5       | 19      | 72     | 3.79    | 9              | 0.47           | 118       | 7         | 53        | -         | 44.9%     | 135     | 18      | -       | 55      | 40.7%   | 0.27    | 8        | 0.42     |
| Eczacıbaşı    | 2019–20   | Total temporada         | 6       | 24      | 88     | 3.67    | 10             | 0.42           | 145       | 8         | 62        | -         | 42.8%     | 166     | 19      | -       | 66      | 39.8%   | 0.28    | 12       | 0.50     |

## Información Adicional

### Disputa de estado de agente libre conHeungkuk Life
Después de los Juegos Olímpicos de Londres 2012, Kim tuvo una disputa sobre su estatus de agente libre con su equipo coreano anterior, Heungkuk Life. Kim y su agencia afirmaron que era una agente libre, mientras que Heungkuk Life afirmó que todavía estaba vinculada al club como jugadora en préstamo, citando que jugó en la Liga de Corea durante cuatro temporadas, dos temporadas menos que la calificación de agencia libre. según lo estipulado por los reglamentos de la asociación local. Kim respondió que había completado las seis temporadas con Heungkuk Life, y señaló que jugó cuatro temporadas en Corea, dos años en préstamo en JT Marvelous y un año en préstamo en Fenerbahçe.

A pesar de los repetidos intentos, las dos partes no llegaron a un acuerdo sobre el estado de Kim. Otra chispa comenzó en 2013 cuando Heungkuk Life envió el documento oficial explicando los problemas entre Kim y el equipo a la Asociación de Voleibol de Corea (KVA), el Ministerio de Cultura, Deportes y Turismo (MCST), el Consejo de Deportes de Corea (KSC) y la Federación Coreana de Voleibol (KOVO) En ese documento, Heungkuk Life dijo que Kim había estado engañando la verdad y alegando argumentos falsos.
“Kim y su agente pidieron a algunos políticos que cambiaran las reglas que se transmiten a sus fanáticos. Cuando eso no funcionó bien, ella insiste en que es una jugadora de FA que menciona las reglas de la FIVB. Será mejor que deje de abusar de su popularidad y de pensar en sí misma como una jugadora privilegiada. Debería tratar de resolver este problema bajo los principios y reglas correctos lo antes posible ".
Kim y su agente refutaron la teoría de Heungkuk Life. Kim dijo que el documento incluía declaraciones difamatorias. Hicieron hincapié en que este documento no era apropiado mientras ambas partes aún intentaban resolver el problema. También explicaron que su contrato con Heungkuk Life finalizó el 30 de junio de 2012.
“Así que firmó libremente el contrato con Fenerbahce el 6 de julio de 2012. Si realmente rompió las reglas en julio pasado, KVA y KOVO deben celebrar una reunión del comité para determinar el castigo y anunciar el resultado. Pero Heungkuk Life solo envió el documento condenándole a organizaciones oficiales sin seguir los procedimientos correctos. Ella no amplió su contrato con Heungkuk Life porque ya no quería pertenecer a ellos. Me pregunto sobre qué base legal puede afirmar Heungkuk Life que Kim está en Heungkuk Life como si fuera de su propiedad ".
En una conferencia de prensa, Kim declaró que estaba dispuesta a retirarse del equipo nacional si no se respondían sus preguntas. Kim hizo tres demandas principales para Heungkuk, KVA y KOVO: preguntarle nuevamente a la FIVB si tiene un equipo al que pertenece originalmente; responder a su solicitud de emisión de un acuerdo de consentimiento sobre su transferencia internacional que presentó; y responde a su apelación contra la revelación pública del 2 de julio de ella como "jugadora que atornilló al azar a su equipo"
"Si no recibo respuestas específicas a mis llamamientos a la Asociación de Voleibol de Corea y la Federación de Voleibol de Corea, no solo terminaré mi carrera en la liga profesional nacional sino que también me retiraré del equipo nacional".
El 6 de septiembre de 2013, la FIVB envió los documentos que contienen su decisión final sobre este tema a KVA, Heungkuk Life, Fenerbahçe y la Federación Turca. No se permite abrir todo el contenido de los documentos a menos que se cuente con la aprobación previa de la FIVB. La esencia de la decisión es la siguiente:
El Club Coreano es el Club de Origen del Jugador para la temporada 2013/2014.
El importe total de la (s) tarifa (s) de transferencia a favor del Club Coreano y el KVA para la transferencia del Jugador al Club Turco para la temporada 2013/2014 no excederá de 228,750 EUR. La transferencia del Jugador al Club Turco no estará sujeta a ninguna otra restricción u otras restricciones de ningún tipo.
Después de la temporada 2013/2014, se considerará que el Jugador no tiene Club de Origen, a menos que se firme un contrato de trabajo válido entre el Jugador y cualquier Club Coreano de acuerdo con las Regulaciones de la FIVB.
La FIVB explicó que la regla de agente libre local de KOVO no puede aplicarse a la transferencia internacional, y en este caso de transferencia internacional deben respetar la regulación de la FIVB. Si un club coreano no tiene un contrato adecuado con una fecha de vencimiento específica, el jugador puede hacer un contrato libremente con otros clubes a bordo, independientemente de que se obtenga el estado de Agente libre o no. Mientras Heungkuk Life protestó contra esta decisión final, teorizando que Fenerbahçe había presionado a la FIVB para que decidiera a favor de ellos. La agencia de Kim, Inspokorea, desafió este reclamo sobre el cabildeo no oficial en una declaración, señalando que Heungkuk Life debería respetar la decisión de la FIVB.

### Lesiones físicas
Kim ha sufrido varias lesiones a lo largo de su carrera deportiva y ha tenido cuatro cirugías de rodilla solo durante 2006 a 2009 mientras jugaba para Heungkuk Life.
En 2012, se rasgó el menisco derecho durante el juego preliminar contra Brasil durante los Juegos Olímpicos de Londres 2012, que empeoró al no aterrizar adecuadamente durante los cuartos de final contra Italia. Antes de la temporada 2012-2013, Kim decidió continuar con solo rehabilitación y no recibir cirugía a pesar de varios controles de salud que le aconsejaron que lo hiciera.
En 2014, Kim se rompió la uña del pie mientras entrenaba, forzándola a perderse un juego contra Eczacibasi VitrA antes de jugar el juego número 100 para Fenerbahce.
En 2020, durante el partido contra Kazajistán en la Clasificación Olímpica Asiática, sufrió una lesión abdominal. Después de recibir tratamiento en un hospital local, jugó durante la final en contra del consejo del entrenador Stefano Lavarini, solo tomando analgésicos antes del partido, para mitigar el dolor. Debido a que su lesión empeoró, Kim perdió el resto de la temporada 2019-20 con Eczacıbaşı VitrA.